# Estadi Wankdorf
L'Estadi Wankdorf, o Stadion Wankdorf, és un estadi de futbol de la ciutat de Berna, a Suïssa. Entre 2005 i 2020 va rebre la denominació Stade de Suisse.
L'actual estadi Wankdorf és construït on abans hi havia el Wankdorfstadion, que fou demolit el 2001. El nou estadi té una capacitat per a 32.000 espectadors, i fou inaugurat el 30 de juliol de 2005. És la seu del club BSC Young Boys. A més, va ser utilitzat pel FC Thun per jugar-hi tres partits de la Lliga de Campions l'any 2005 i un de la Copa de la UEFA el 2006.

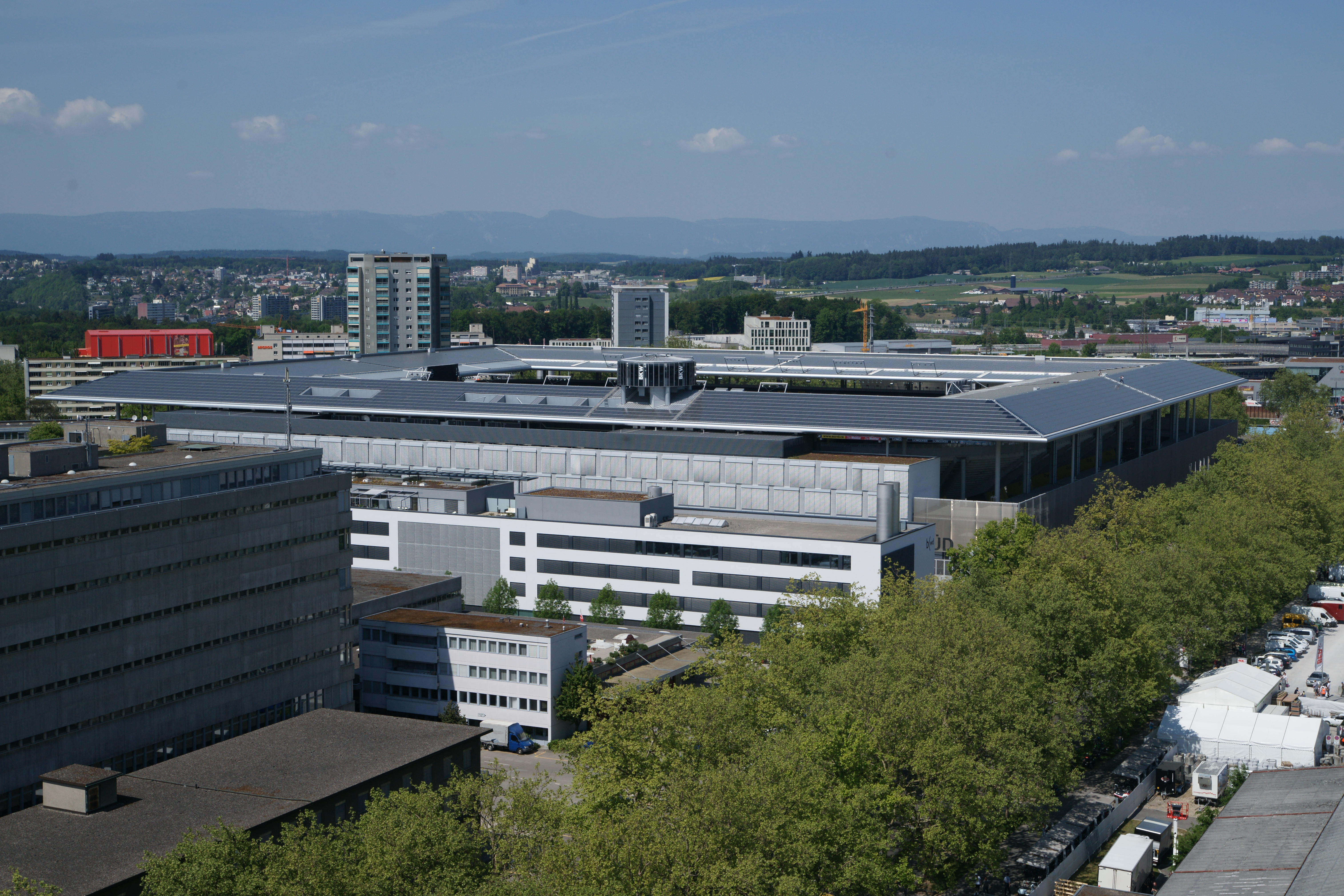
Vista exterior, 2011

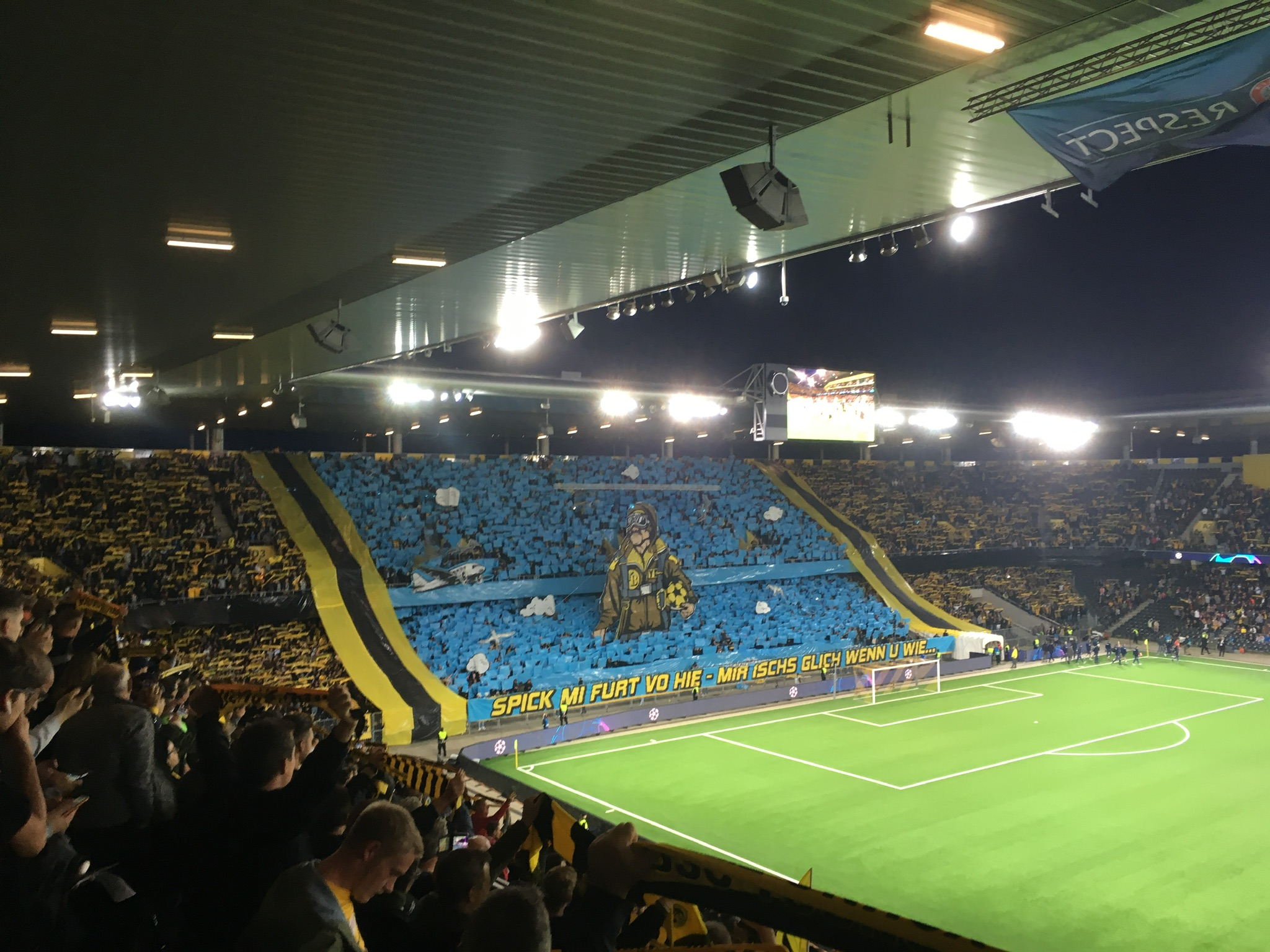
Partit de Lliga de Campions el 2019.

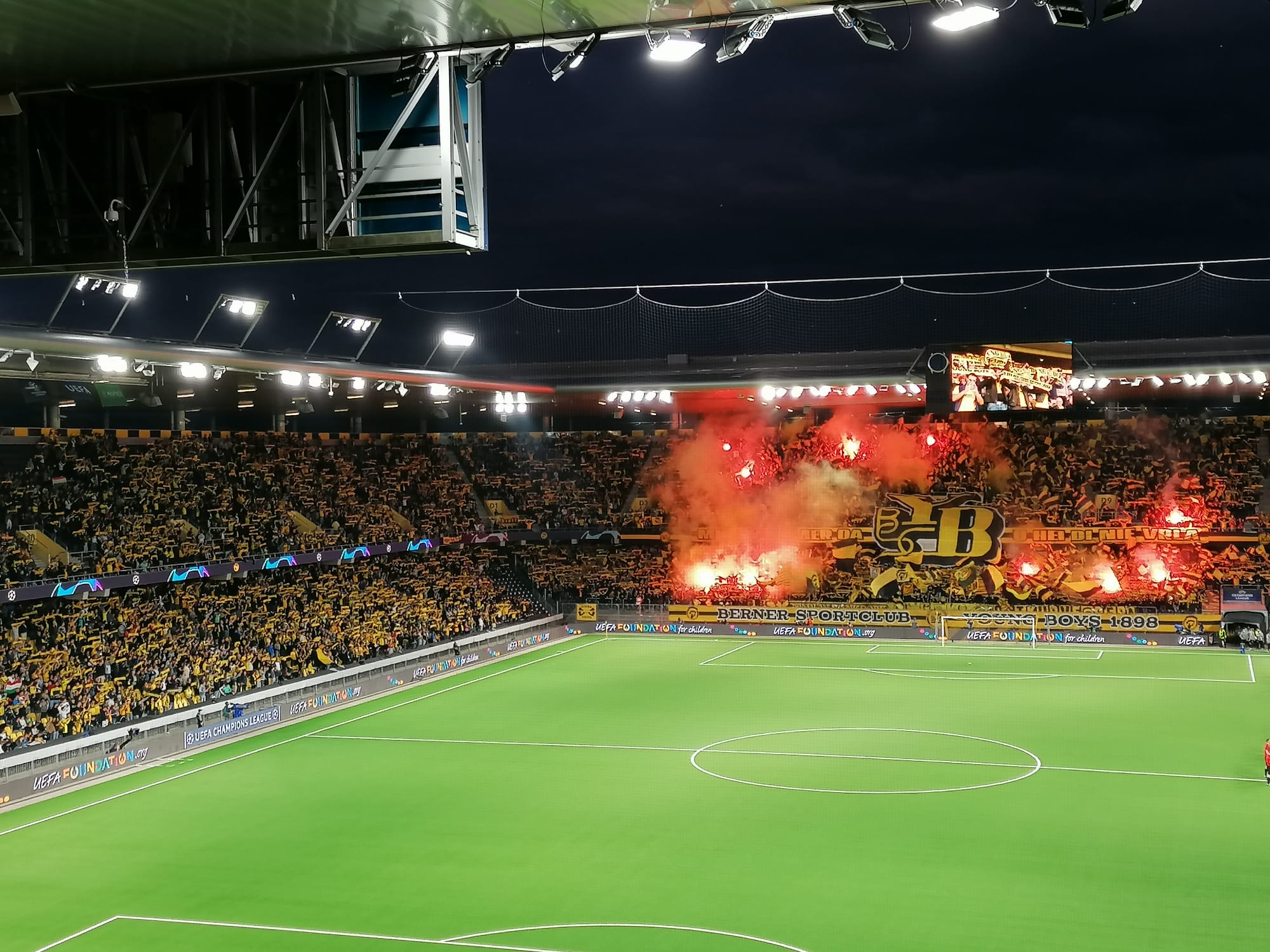
Partit de Lliga de Campions el 2021.